# Meridiano 113 E
O meridiano 113 E é um meridiano que, partindo do Polo Norte, atravessa o Oceano Ártico, Ásia, Oceano Índico, Australásia, Oceano Antártico, Antártida e chega ao Polo Sul. Forma um círculo máximo com o Meridiano 67 W.
Começando no Polo Norte, o meridiano 113º Este tem os seguintes cruzamentos:
| País, território ou mar | Notas |
| ----------------------- | --- |
| Oceano Ártico           | |
| Mar de Laptev           | |
| Rússia                  | Krai de Krasnoyarsk (Península Taymyr) |
| Mar de Laptev           | |
| Rússia                  | República de Sakha (Ilha Bolshoy Begichev) |
| Mar de Laptev           | |
| Rússia                  | República de Sakha Oblast de Irkutsk Buriácia Krai da Transbaicália                                                                                           |
| Mongólia                | |
| China                   | Mongólia Interior Shanxi Henan Hubei Hunan (cerca de 7 km) Hubei Hunan (passa a leste de Changsha) Guangdong (cerca de 13 km) Hunan Guangdong Hunan Guangdong |
| Mar da China Meridional | Passa nas disputadas Ilhas Spratly e Ilhas Paracel |
| Malásia                 | Ilha de Bornéu |
| Indonésia               | Ilha de Bornéu - cerca de 13 km |
| Malásia                 | Ilha de Bornéu - cerca de 5 km |
| Indonésia               | Ilha de Bornéu |
| Mar de Java             | |
| Indonésia               | Ilha Madura |
| Estreito de Madura      | |
| Indonésia               | Ilha de Java |
| Oceano Índico           | Passa a oeste da ilha Bernier, Austrália Ocidental, Austrália                                                                                                 |
| Austrália               | Ilha Dirk Hartog, Austrália Ocidental |
| Oceano Índico           | |
| Oceano Antártico        | |
| Antártida               | Território Antártico Australiano, reivindicado pela Austrália                                                                                                 |